# Zaischnopsis phalaros
Zaischnopsis phalaros är en stekelart som beskrevs av Gibson 2005. Zaischnopsis phalaros ingår i släktet Zaischnopsis och familjen hoppglanssteklar. Inga underarter finns listade i Catalogue of Life.